# Gyilkos elmék (5. évad)
A Gyilkos elmék ötödik évadát az Amerikai Egyesült Államokban 2009. szeptember 23. és 2010. május 26. között vetítették.

## Epizódlista
| Epizódszám | Eredeti cím             | Magyar cím                       | Eredeti premier      | Magyar premier      | Nézettség    |
| ---------- | ----------------------- | -------------------------------- | -------------------- | ------------------- | ------------ |
| 5x01       | Nameless, Faceless      | Az arctalan gyilkos              | 2009. szeptember 23. | 2010. április 7.    | 15,85 millió |
| 5x02       | Haunted                 | A múlt démonai                   | 2009. szeptember 30. | 2010. április 14.   | 14,24 millió |
| 5x03       | Reckoner                | Igazságszolgáltatás vagy bosszú? | 2009. október 7.     | 2010. április 21.   | 14,05 millió |
| 5x04       | Hopeless                | Nincs kiút                       | 2009. október 14.    | 2010. április 28.   | 13,92 millió |
| 5x05       | Cradle to Grave         | A bölcsőtől a sírig              | 2009. október 21.    | 2010. május 5.      | 14,27 millió |
| 5x06       | The Eyes Have It        | Mindent a szemnek                | 2009. november 4.    | 2010. május 12.     | 12,55 millió |
| 5x07       | The Performer           | Slágerlista                      | 2009. november 11.   | 2010. május 19.     | 12,77 millió |
| 5x08       | Outfoxed                | Rókalyuk                         | 2009. november 18.   | 2010. május 26.     | 13,70 millió |
| 5x09       | 100                     | Az út vége                       | 2009. november 25.   | 2010. június 2.     | 13,61 millió |
| 5x10       | The Slave of Duty       | A kötelesség rabja               | 2009. december 9.    | 2010. június 9.     | 14,43 millió |
| 5x11       | Retaliation             | Törlesztés                       | 2009. december 16.   | 2010. június 16.    | 14,68 millió |
| 5x12       | The Uncanny Valley      | A babaház                        | 2010. január 13.     | 2010. június 23.    | 13,90 millió |
| 5x13       | Risky Business          | Életem titka                     | 2010. január 20.     | 2010. június 30.    | 14,91 millió |
| 5x14       | Parasite                | Az élősködő                      | 2010. február 3.     | 2010. július 7.     | 14,75 millió |
| 5x15       | Public Enemy            | A közellenség                    | 2010. február 10.    | 2010. július 14.    | 14,33 millió |
| 5x16       | Mosley Lane             | Rég elveszettnek hitt dolgok     | 2010. március 3.     | 2010. július 21.    | 13,00 millió |
| 5x17       | Solitary Man            | A magányos lovag                 | 2010. március 10.    | 2010. július 28.    | 13,29 millió |
| 5x18       | The Fight               | Harc a családért                 | 2010. április 7.     | 2010. augusztus 4.  | 12,70 millió |
| 5x19       | A Rite of Passage       | Halálos határ                    | 2010. április 14.    | 2010. augusztus 4.  | 12,44 millió |
| 5x20       | ...A Thousand Words     | A szó elszáll, a kép megmarad    | 2010. május 5.       | 2010. augusztus 11. | 12,39 millió |
| 5x21       | Exit Wounds             | Tépett sebek                     | 2010. május 12.      | 2010. augusztus 11. | 13,07 millió |
| 5x22       | The Internet Is Forever | Az internet örök                 | 2010. május 19.      | 2010. augusztus 18. | 13,25 millió |
| 5x23       | Our Darkest Hour        | A sötétség óráján                | 2010. május 26.      | 2010. augusztus 18. | 12,97 millió |

## Az évad szereplői
- Joe Mantegna - David Rossi
- Paget Brewster - Emily Prentiss
- Shemar Moore - Derek Morgan
- Matthew Gray Gubler - Dr. Spencer Reid
- A.J Cook - Jenifer Jaureau "JJ"
- Kirsten Vangsness - Penelope Garcia
- Thomas Gibson - Aaron Hotchner "Hotch"